# Thesium pallidum
Thesium pallidum là một loài thực vật có hoa trong họ Santalaceae. Loài này được A. DC. miêu tả khoa học đầu tiên.